# 成兆才墓
成兆才墓，位于中国河北省唐山市文物管理所院内，为唐山市滦南县的一个省级文物保护单位，类型为古墓葬，公布时间为2001年2月7日。
成兆才墓的历史年代为清代。